# 阿久利黒賞
阿久利黒賞（あくりぐろしょう）とは岩手県競馬組合が水沢競馬場で施行していた競馬の重賞競走（平地競走）である。正式名称は「奥州 愛馬の会会長杯 阿久利黒賞」。競走名の阿久利黒はアテルイが坂上田村麻呂に贈った愛馬を指す。

## 概要
2001年にサラブレッド系3歳のオープン特別競走「阿久利黒杯」として12月に創設。
2002年に名称を「阿久利黒賞」に変更。
2004年の第4回から重賞に格上げされ、施行時期が1月に変更された。
2007年には施行時期を春に移動し、ダイヤモンドカップ、不来方賞との3競走で岩手三冠を形成してその一冠目となる。同年にいきなりセイントセーリングが三冠を達成した。
出走条件は2004年は岩手所属馬限定、翌2005年から地方競馬全国交流となった。また、トライアル競走としてスプリングカップ（特別競走）が行われ、上位2頭に優先出走権が与えられていた。
2010年をもって開催休止となった。

### 賞金・条件
距離は特別競走時代からダート1600mで行われていた。
負担重量は定量で55キロ、牝馬は53キロである。
総額賞金は375万円で1着賞金250万円、2着賞金57万5000円、3着賞金32万5000円、4着賞金22万5000円、5着賞金12万5000円と定められている。

## 歴代優勝馬
| 回数   | 施行日         | 競馬場 | 距離   | 優勝馬             | 性齢 | 所属 | タイム   | 優勝騎手 | 管理調教師 |
| ------ | -------------- | ------ | ------ | ------------------ | ---- | ---- | -------- | -------- | ---------- |
| 第4回  | 2004年11月28日 | 水沢   | D1600m | マツリダブロッコ   | 牡3  | 岩手 | 1分43秒7 | 小林俊彦 | 城地藤男   |
| 第5回  | 2005年11月20日 | 水沢   | D1600m | ウツミジョンソン   | 牡3  | 岩手 | 1分42秒1 | 小林俊彦 | 村上佐重喜 |
| 第6回  | 2006年11月19日 | 水沢   | D1600m | オウシュウクラウン | 牡3  | 岩手 | 1分40秒7 | 小林俊彦 | 櫻田浩三   |
| 第7回  | 2007年5月13日  | 水沢   | D1600m | セイントセーリング | 牡3  | 岩手 | 1分43秒9 | 菅原勲   | 鈴木七郎   |
| 第8回  | 2008年5月6日   | 水沢   | D1600m | リュウノツバサ     | 牡3  | 岩手 | 1分43秒5 | 村上忍   | 新田守     |
| 第9回  | 2009年4月19日  | 水沢   | D1600m | マヨノエンゼル     | 牡3  | 岩手 | 1分43秒8 | 山本政聡 | 葛西勝幸   |
| 第10回 | 2010年5月2日   | 水沢   | D1600m | ロックハンドスター | 牡3  | 岩手 | 1分43秒1 | 菅原勲   | 瀬戸幸一   |

### スプリングカップからの本競走優勝馬
| 施行日        | 馬名               | 性齢 | 所属 | 着順 | 備考                         |
| ------------- | ------------------ | ---- | ---- | ---- | ---------------------------- |
| 2007年4月15日 | セイントセーリング | 牡3  | 岩手 | 1着  | 岩手3歳三冠馬                |
| 2008年4月6日  | リュウノツバサ     | 牡3  | 岩手 | 1着  |                              |
| 2009年4月5日  | マヨノエンゼル     | 牡3  | 岩手 | 1着  | 同年にダイヤモンドカップ優勝 |
| 2010年4月4日  | ロックハンドスター | 牡3  | 岩手 | 1着  | 岩手3歳三冠馬                |